# Ivo Václav Fencl
Ivo Václav Fencl (5. února 1938 v Rokycanech – 3. října 2019) byl český literární historik a kritik, publicista a esejista, nezávislý komentátor, fejetonista a glosátor.

## Život
Titul doktora filozofie získal v roce 1966 na Filozofické fakultě Univerzity Karlovy, titul CSc. v oboru věd a umění obhájil 1991. Učil na řadě škol od základních po vysoké, byl krajským metodikem Krajského pedagogického ústavu v Plzni, učitelem na VPŠ tamtéž. Za normalizace prošel řadou zaměstnání (pekárny, řidič osobních i nákladních vozů) a získal několik profesních kvalifikací. Od roku 1984 pracoval jako vychovatel v Jedličkově ústavu. V 90. letech byl pedagogem na Pedagogické fakultě UK v Praze, školním inspektorem ČR pro speciální školství a diagnostikem v Pedagogicko-psychologické poradně. Od roku 2001 do roku XXX (?) působil jako pedagog na Pedagogické fakultě Západočeské univerzity v Plzni.
V letech 1964–1970 publikoval v Plameni, Literárních novinách, Diagnostice Bratislava a odborných časopisech SPN, po roce 1974 jen samizdatově. Po převratu přispíval do Literární revue, A almanachu autorů, Kmene, Tvaru, Lidových novin, Svobodného slova, Práva, Hospodářských novin, MF Dnes, Deníků Bohemia, Britských listů a na portál Česká škola. Byl členem Syndikátu českých novinářů a IFI.

## Jména pod nimiž publikoval
V letech 1964 až 1970 vycházela jeho díla pod občanským jménem Ivo Fencl, poté vydával díla samizdatem, a to až do roku 1989 pod různými pseudonymy Jan Odnykud, Martin Bělský či pod jménem partnerky Mileny Veselé (PaedDr. Miloslava Fenclová-Bělská, hudební pedagožka, nar. 1941). Od roku 2008 publikoval pod jménem Ivo Václav Fencl z důvodu jednoznačného odlišení od svého syna Ivo Fencla (nar. 1964).

## Výběr bibliografie
- Vize a iluze skupiny Květen (Příspěvek k morfologii české literatury po druhé světové válce) (1993)
- Mimozemšťan a Anděl "Dobroděj" v Radbuzově? (2010)
- Jan Odnykud. Výběr z básní - něžných, erotických, filosofických a mystických (vydavatel a editor PhDr. Ivo Fencl, CSc, 2011, grafiky Josefa Kábrta, Jana Kavana, Emila Kotrby, Jiřího Samka a "J. K.")
- Básnické mezisvěty otců a jejich dcer (2012 pod pseudonymem Martin Bělský)
- Když už jsi muž, tak vlasti služ (2013)
- Básnické mezisvěty otců a jejich synů k prahu bolesti (2014)